# Chemin de fer Cuamba—Lichinga
Le chemin de fer Cuamba-Lichinga, est une voie ferrée écartement du Cap, qui relie la gare de Cuamba, sur le chemin de fer de Nacala, à Lichinga., au Mozambique.
Il fait 262 km de long et est exploité par Nacala Logistics, une filiale de l'entreprise minière Vulcan,.

## Histoire

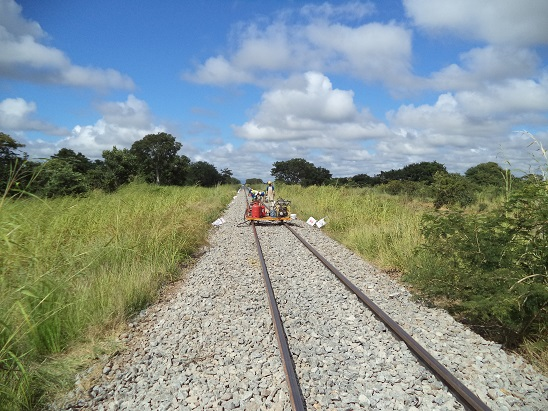
Travaux sur le chemin de fer Cuamba—Lichinga, en 2014.

La région de la province de Niassa est restée longtemps à l'écart du réseau ferré mozambicain. Lorsque le chemin de fer de Nacala est étendu vers l'ouest, il passe par la province, mais son chef-lieu administratif, Lichinga, reste éloigné de la ligne.
Lorsque le chemin de fer de Nacala parvient à Cuamba en 1968, le gouvernement colonial du Mozambique planifie son extension jusqu'à la capitale provinciale, dans le cadre d'un projet très rapide, réalisé en un peu plus d'un an. Ainsi, en 1970, lors d'une cérémonie conjointe à Cuamba, organisée par les représentants du Malawi et du Mozambique portugais, la section Cuamba- Nkaya du chemin de fer de Nacala et la branche Cuamba-Lichinga sont inaugurées.
La guerre d'indépendance et la guerre civile qui a suivi ont perturbé le trafic sur la ligne, régulièrement endommagée par des sabotages. De plus, le manque d'entretien entre 1977 et 2002 a conduit à l'arrêt complet de la circulation.
En 2010, le chemin de fer de Nacala a été concédé à la coentreprise « Sociedade do Corredor Integrado do Norte » Parmi les obligations de la concession figure la restauration de la succursale, qui a été rouverte en 2016.

## Infrastructure

### Gares
Les principales gares de la branche Cuamba — Lichinga sont : la gare de Cuamba à Cuamba, la gare de Lione à Lione ; la gare de Mitande à Mitandé ; la gare d'Itepela à Itepela ; et la gare de Lichinga à Lichinga.